# Estadio de Silesia
El Estadio de Silesia (en Idioma polaco: Stadion Śląski) es un estadio multiusos de la ciudad Chorzów, muy próximo a la ciudad de Katowice, en Silesia, Polonia. Fue inaugurado el 22 de julio de 1956 y ha acogido numerosos eventos deportivos, además de varios partidos de la selección de fútbol de Polonia. El estadio fue totalmente reconstruido y reinaugurado en octubre de 2017. Hasta la reconstrucción del Estadio Nacional de Varsovia, el estadio de Silesia había sido el más grande de Polonia, pues llegó a alojar 120.000 espectadores.
En 1993, la Asociación de Fútbol de Polonia (PZPN) dio al estadio la denominación especial de "Nacional". Sin embargo, el Ministerio de Deporte y Turismo contradijo la resolución de la Asociación de Fútbol de Polonia, al considerar que no tenía permiso para denominar estadios de fútbol. El Estadio Nacional de Varsovia es el único nombre registrado con tal denominación en la Oficina de Patentes, en el Ministerio de Deporte y Turismo.

## Historia

Panorámica del estadio tras su remodelación en 2017.

Se decidió construir el Estadio de Silesia en 1950 para lo cual se encargó diseñarlo a Julian Brzuchowski. Las obras tardaron varios años pero fue completado en 1956, junto con el Stadion Dziesięciolecia en Varsovia. El 22 de julio de 1956 se realizó el primer evento inaugural, un partido amistoso contra la Selección de fútbol de Alemania Democrática en el cual ganaron los alemanes por 2 goles a 0. Más adelante se hicieron varias remodelaciones como la iluminación eléctrica que fue instalada en 1959.
En un principio fue diseñado para albergar 87 000 personas consiguiendo en algunos casos asistencia para entre 90 000 y 100 000 espectadores. El 18 de septiembre de 1963 con motivo de un partido de UEFA Champions League entre el Górnik Zabrze polaco y el FK Austria Viena austriaco se obtuvo la mayor asistencia de la historia del estadio con aproximadamente 120 000 espectadores. Sin embargo hoy en día es imposible albergar esa cantidad debido al fortalecimiento de la seguridad internacional en los estadios, que fuerza a los dirigentes a crear todas las plazas en asientos reduciendo así considerablemente la capacidad.
En el año 1993 fue designado como estadio oficial de la Selección de fútbol de Polonia y también en los años 90 se modificó para tener una capacidad de 47 202 espectadores en los que todos están sentados. Actualmente está siendo remodelado para expandir la capacidad a 55.211 espectadores y tendrá un techo cubierto para el estadio todo ello gracias a la elección de Polonia como organizador de la Eurocopa 2012 junto a Ucrania. A pesar de la remodelación, el estadio finalmente no fue escogido por la reunión de la UEFA el 13 de mayo de 2009 para ser sede de la Eurocopa 2012.

## Fútbol

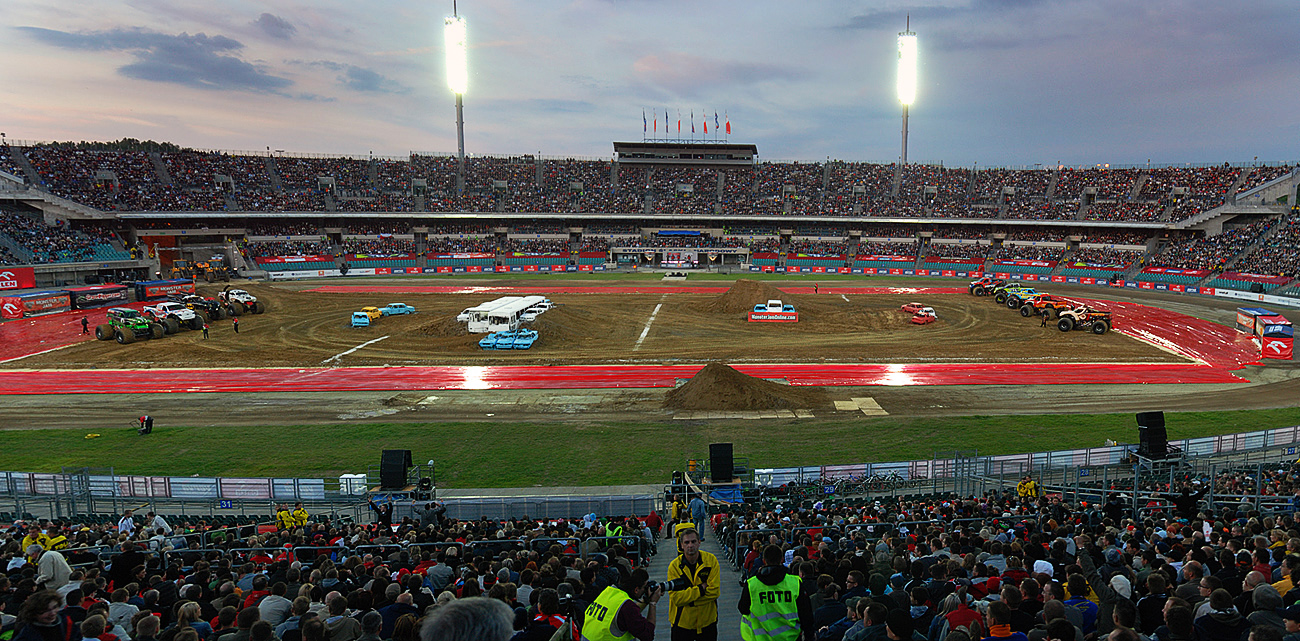
Imagen panorámica del estadio en 2009 antes de la reconstrucción.

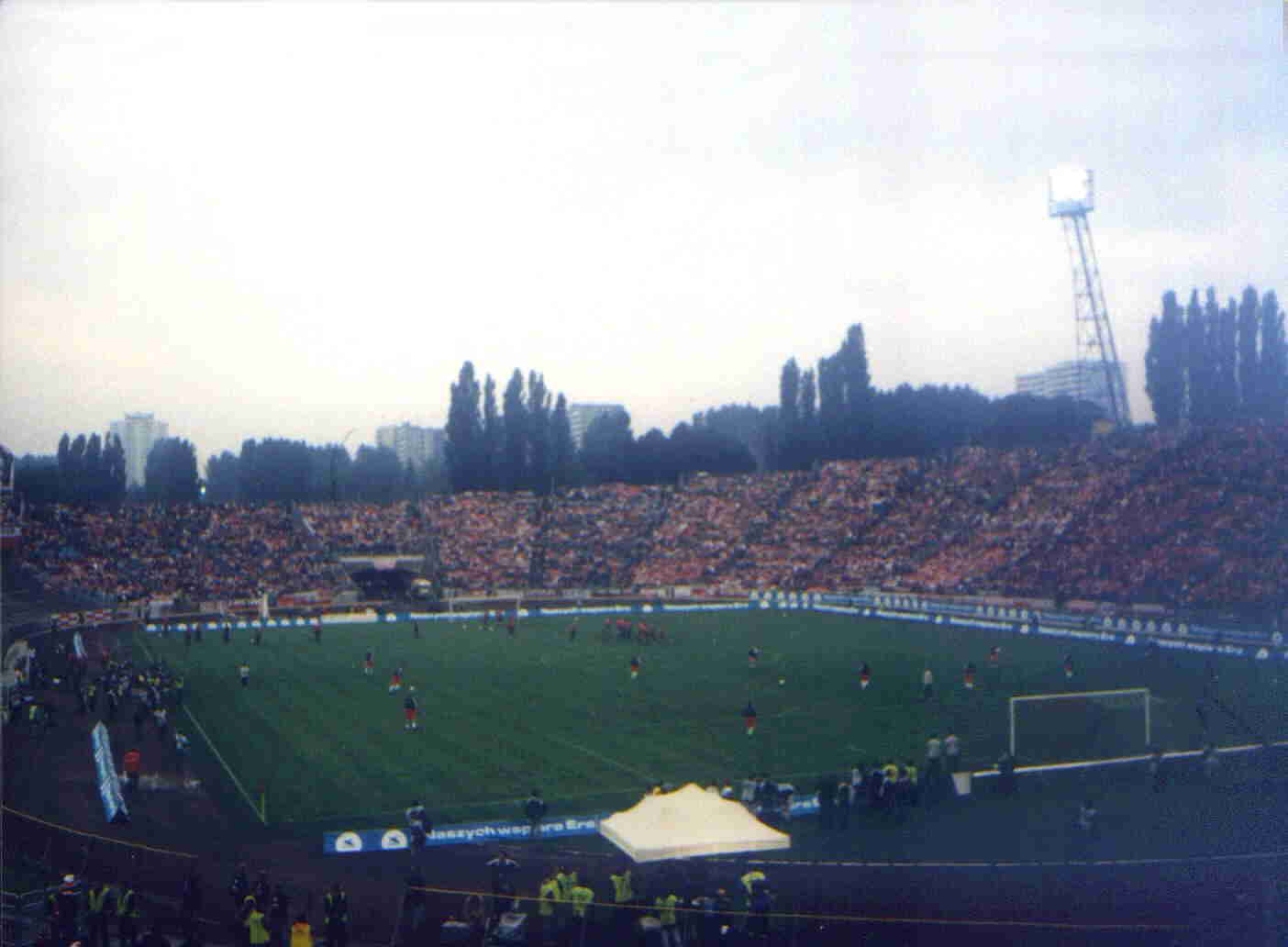
Polonia vs Noruega en el Estadio Silesia en 2001.

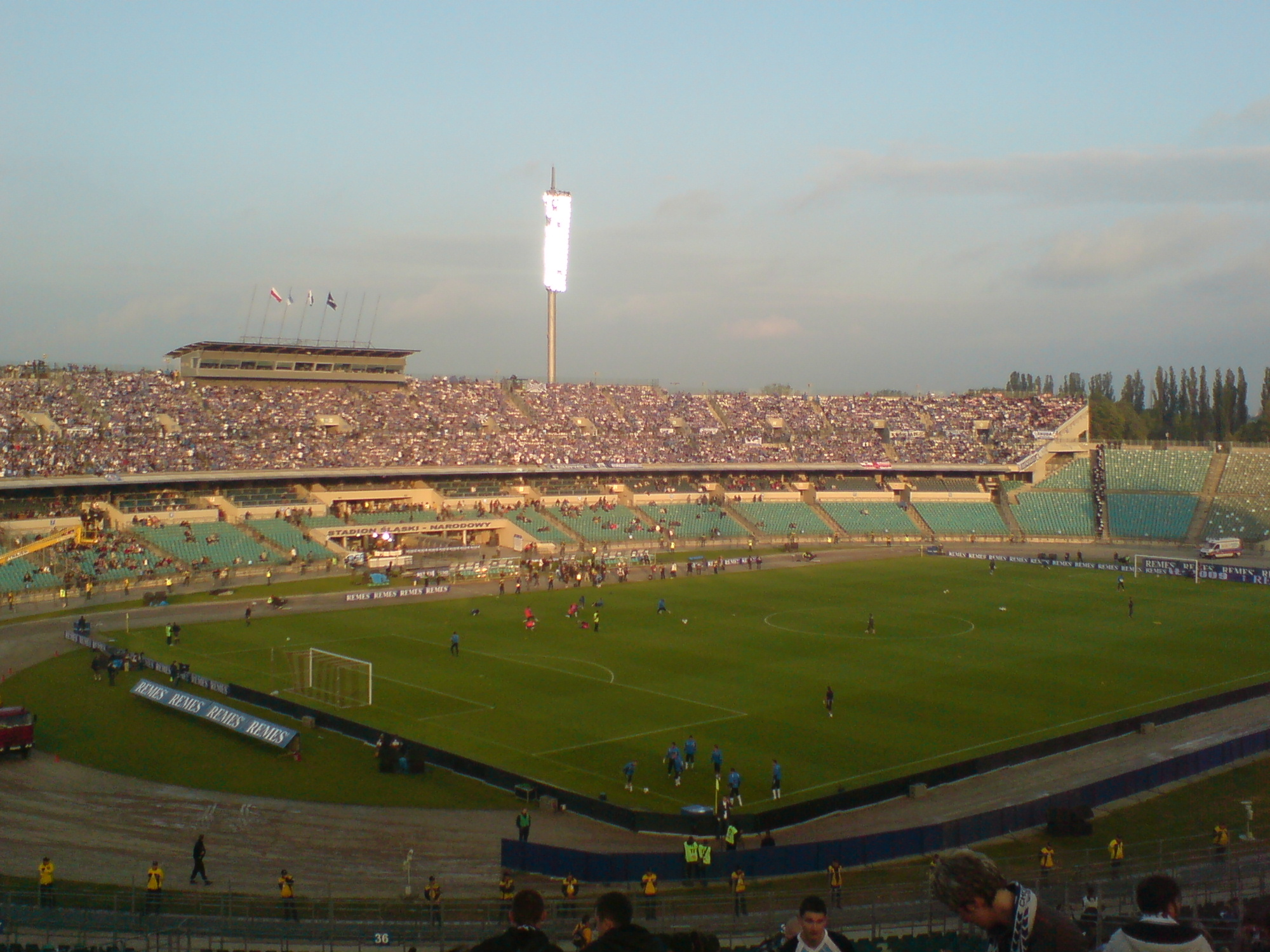
Estadio previo a la final de la Copa de Polonia de 2009.

### Selección de fútbol de Polonia
| N.º | Fecha                    | Partido                        | Resultado | Espectadores |
| --- | ------------------------ | ------------------------------ | --------- | ------------ |
| 1   | 22 de julio de 1956      | Polonia – Alemania Democrática | 0:2       | 90 000       |
| 2   | 20 de octubre de 1957    | Polonia – Unión Soviética      | 2:1       | 100 000      |
| 3   | 11 de mayo de 1958       | Polonia – Irlanda              | 2:2       | 80 000       |
| 4   | 14 de septiembre de 1958 | Polonia – Hungría              | 1:3       | 90 000       |
| 5   | 28 de junio de 1959      | Polonia – España               | 2:4       | 100 000      |
| 6   | 8 de noviembre de 1959   | Polonia – Finlandia            | 6:2       | 22 000       |
| 7   | 26 de junio de 1960      | Polonia – Bulgaria             | 4:0       | 25 000       |
| 8   | 25 de junio de 1961      | Polonia – Yugoslavia           | 1:1       | 100 000      |
| 9   | 5 de noviembre de 1961   | Polonia – Dinamarca            | 5:0       | 10 000       |
| 10  | 10 de octubre de 1962    | Polonia – Irlanda del Norte    | 0:2       | 50 000       |
| 11  | 2 de junio de 1963       | Polonia – Rumania              | 1:1       | 40 000       |
| 12  | 23 de mayo de 1965       | Polonia – Escocia              | 1:1       | 80 000       |
| 13  | 3 de mayo de 1966        | Polonia – Hungría              | 1:1       | 95 000       |
| 14  | 5 de julio de 1966       | Polonia – Inglaterra           | 0:1       | 70 000       |
| 15  | 21 de mayo de 1967       | Polonia – Bélgica              | 3:1       | 65 000       |
| 16  | 24 de abril de 1968      | Polonia – Turquía              | 8:0       | 35 000       |
| 17  | 30 de octubre de 1968    | Polonia – Irlanda              | 1:0       | 18 000       |
| 18  | 7 de septiembre de 1969  | Polonia – Países Bajos         | 2:1       | 85 000       |
| 19  | 14 de octubre de 1970    | Polonia – Albania              | 3:0       | 10 000       |
| 20  | 6 de junio de 1973       | Polonia – Inglaterra           | 2:0       | 90 000       |
| 21  | 26 de septiembre de 1973 | Polonia – Gales                | 3:0       | 90 000       |
| 22  | 10 de septiembre de 1975 | Polonia – Países Bajos         | 4:1       | 85 000       |
| 23  | 24 de marzo de 1976      | Polonia – Argentina            | 1:2       | 60 000       |
| 24  | 21 de septiembre de 1977 | Polonia – Dinamarca            | 4:1       | 80 000       |
| 25  | 29 de septiembre de 1977 | Polonia – Portugal             | 1:1       | 80 000       |
| 26  | 4 de abril de 1979       | Polonia – Hungría              | 1:1       | 60 000       |
| 27  | 2 de mayo de 1979        | Polonia – Países Bajos         | 2:0       | 85 000       |
| 28  | 26 de septiembre de 1979 | Polonia – Alemania Democrática | 1:1       | 70 000       |
| 29  | 6 de junio de 1980       | Polonia – Checoslovaquia       | 1:1       | 45 000       |
| 30  | 2 de mayo de 1981        | Polonia – Alemania Democrática | 1:0       | 80 000       |
| 31  | 2 de septiembre de 1981  | Polonia – Alemania             | 0:2       | 70 000       |
| 32  | 22 de mayo de 1983       | Polonia – Unión Soviética      | 1:1       | 75 000       |
| 33  | 11 de septiembre de 1985 | Polonia – Países Bajos         | 0:0       | 75 000       |
| 34  | 16 de noviembre de 1985  | Polonia – Italia               | 1:0       | 20 000       |
| 35  | 19 de octubre de 1988    | Polonia – Albania              | 1:0       | 35 000       |
| 36  | 11 de octubre de 1989    | Polonia – Inglaterra           | 0:0       | 35 000       |
| 37  | 25 de octubre de 1989    | Polonia – Escocia              | 0:2       | 15 000       |
| 38  | 29 de mayo de 1993       | Polonia – Inglaterra           | 1:1       | 65 000       |
| 39  | 2 de abril de 1997       | Polonia – Italia               | 0:0       | 32 000       |
| 40  | 31 de mayo de 1997       | Polonia – Inglaterra           | 0:2       | 30 000       |
| 41  | 27 de mayo de 1998       | Polonia – Rusia                | 3:1       | 8 000        |
| 42  | 31 de marzo de 1999      | Polonia – Suecia               | 0:1       | 30 000       |
| 43  | 1 de septiembre de 2001  | Polonia – Noruega              | 3:0       | 42 000       |
| 44  | 6 de octubre de 2001     | Polonia – Ucrania              | 1:1       | 35 000       |
| 45  | 29 de marzo de 2003      | Polonia – Hungría              | 0:0       | 47 000       |
| 46  | 10 de septiembre de 2003 | Polonia – Suecia               | 0:2       | 20 000       |
| 47  | 8 de septiembre de 2004  | Polonia – Inglaterra           | 1:2       | 45 000       |
| 48  | 3 de septiembre de 2005  | Polonia – Austria              | 3:2       | 45 000       |
| 49  | 31 de mayo de 2006       | Polonia – Colombia             | 1:2       | 40 000       |
| 50  | 11 de octubre de 2006    | Polonia – Portugal             | 2:1       | 44 000       |

### UEFA
| N.º | Copa            | Fecha                    | Partido                                            | Resultado | Espectadores |
| --- | --------------- | ------------------------ | -------------------------------------------------- | --------- | ------------ |
| 1   | LC UEFA         | 13 de septiembre de 1961 | Górnik Zabrze – Tottenham Hotspur                  | 4:0       | 80 000       |
| 2   | LC UEFA         | 12 de septiembre de 1962 | Polonia Bytom – Panathinaikos Atenas               | 2:1       | 30 000       |
| 3   | LC UEFA         | 18 de noviembre de 1962  | Polonia Bytom – Galatasaray Spor Kulübü            | 1:0       | 10 000       |
| 4   | LC UEFA         | 18 de septiembre de 1963 | Górnik Zabrze – FK Austria Wien                    | 1:0       | 120 000      |
| 5   | LC UEFA         | 13 de noviembre de 1963  | Górnik Zabrze – Dukla Praha                        | 2:0       | 100 000      |
| 6   | LC UEFA         | 20 de septiembre de 1964 | Górnik Zabrze – Dukla Praha                        | 3:0       | 80 000       |
| 7   | LC UEFA         | 22 de septiembre de 1965 | Górnik Zabrze – LASK Linz                          | 2:1       | 60 000       |
| 8   | LC UEFA         | 28 de noviembre de 1965  | Górnik Zabrze – AC Sparta Praha                    | 1:2       | 35 000       |
| 9   | LC UEFA         | 20 de septiembre de 1967 | Górnik Zabrze – Djurgårdens IF Stockholm           | 3:0       | 45 000       |
| 10  | LC UEFA         | 9 de noviembre de 1967   | Górnik Zabrze – FC Dinamo de Kiev                  | 1:1       | 100 000      |
| 11  | LC UEFA         | 13 de marzo de 1968      | Górnik Zabrze – Manchester United                  | 1:0       | 90 000       |
| 12  | Rd UEFA         | 1 de octubre de 1969     | Górnik Zabrze – Olimpiakos                         | 5:0       | 30 000       |
| 13  | Rd UEFA         | 12 de noviembre de 1969  | Górnik Zabrze – Glasgow Rangers                    | 3:1       | 80 000       |
| 14  | Rd UEFA         | 18 de marzo de 1970      | Górnik Zabrze – PFC Levski Sofia                   | 2:1       | 100 000      |
| 15  | Rd UEFA         | 15 de abril de 1970      | Górnik Zabrze – AS Roma                            | 2:2       | 100 000      |
| 16  | Copa de Ferias  | 16 de septiembre de 1970 | GKS Katowice – FC Barcelona                        | 0:1       | 85 000       |
| 17  | Copa de Ferias  | 16 de septiembre de 1970 | Ruch Chorzów – ACF Fiorentina                      | 1:1       | 85 000       |
| 18  | Rd UEFA         | 9 de noviembre de 1971   | Górnik Zabrze – Manchester City                    | 2:0       | 90 000       |
| 19  | LC UEFA         | 29 de septiembre de 1971 | Górnik Zabrze – Olympique de Marseille             | 1:1       | 70 000       |
| 20  | LC UEFA         | 8 de noviembre de 1972   | Górnik Zabrze – FC Dinamo de Kiev                  | 2:1       | 70 000       |
| 21  | LC UEFA         | 18 de septiembre de 1985 | Górnik Zabrze – Bayern de Múnich                   | 1:2       | 60 000       |
| 22  | Rd UEFA         | 2 de octubre de 1986     | GKS Katowice – Fram Reykjavik                      | 1:0       | 20 000       |
| 23  | Rd UEFA         | 22 de octubre de 1986    | GKS Katowice – FC Sion                             | 2:2       | 10 000       |
| 24  | Copa de la UEFA | 5 de octubre de 1988     | GKS Katowice – Glasgow Rangers                     | 2:4       | 30 000       |
| 25  | LC UEFA         | 26 de octubre de 1988    | Górnik Zabrze – Real Madrid                        | 0:1       | 55 000       |
| 26  | LC UEFA         | 13 de septiembre de 1989 | Ruch Chorzów – Sredec Sofia                        | 1:1       | 15 000       |
| 27  | Copa de la UEFA | 14 de septiembre de 2000 | Ruch Chorzów – Football Club Internazionale Milano | 0:3       | 20 000       |

### Otros partidos
- 22 de julio de 1974 Silesia vs Tanzania se jugó en el Estadio de Silesia. Silesia ganó 7:2.
- entre 1950 y ahora - derby de la Alta Silesia (más precisamente el derby de Metrópolis Alta Silesia).

## Speedway
La hierba de Silesia estadio está rodeado por una pista de Speedway.
Los principales acontecimientos de ejecución en el estadio en el pasado incluyen:
Campeonato del Mundo de Speedway:
- individuales: 1973, 1976, 1979 and 1986
- dobles: 1978 and 1981
- equipos: 1974
- Speedway Gran Premio de Europa: 2002, 2003

## Conciertos
El estadio ha acogido conciertos de artistas famosos, incluyendo Iron Maiden, The Rolling Stones, AC/DC, Metallica, Queensrÿche, Nightwish, Slipknot, U2, The Killers, Snow Patrol, Linkin Park, Pearl Jam, Génesis, Red Hot Chili Peppers, The Police y Fiction Plane, Entre otros.
El 5 de julio de 2005, U2 realizó un concierto para una multitud de 65 000 aficionados.
En 2007, fue el lugar de celebración de las actuaciones de Linkin Park, Pearl Jam, Genesis y los Red Hot Chili Peppers, con una multitud de 60 000 aficionados.
En 2008, fue el lugar de celebración de las actuaciones de The Police y Metallica, con una multitud de 60 000 aficionados.
En 2009, fue el lugar de celebración de las actuaciones de U2, con una multitud de 75 000 aficionados

## Grandes partidos
En este estadio se han celebrado numerosos partidos de gran importancia. A nivel de clubs se han disputado encuentros de todas las competiciones europeas (Champions League, Recopa y UEFA) y han pasado equipos tan importantes como el Real Madrid, el Inter de Milán, el Bayern de Múnich, el Olympique de Marseille, el FC Barcelona o el Manchester United.
En cuanto a nivel de selecciones han pasado todas las grandes potencias futbolísticas del Viejo Continente como Inglaterra, Italia, España, Rusia, los Países Bajos o Portugal. En el camino hacia la Clasificación para la Eurocopa 2008 jugaron dos importantes partidos en el Estadio de Silesia, contra Portugal y contra Bélgica ambos con victoria que ayudaron a conseguir la clasificación para la Eurocopa por primera vez en su historia.
También han sido muy importantes los partidos de clasificación para los mundiales de fútbol en los que se clasificó la selección:
- En la Clasificación de UEFA para la Copa Mundial de Fútbol de 1974 ganaron en Silesia a Inglaterra y Gales para ser los primeros del grupo 5 y clasificarse para el mejor Mundial de su historia (tercer puesto).
- Para el siguiente mundial de 1978 también se jugaron partidos de clasificación, exactamente dos y el último fue el que le dio la clasificación como primeros de grupo ante Portugal el 29 de octubre de 1977.
- En la Clasificación de UEFA para la Copa Mundial de Fútbol de 1982 se disputó un solo encuentro, aunque muy importante ante Alemania Democrática que se ganó por 1-0 y conseguir posteriormente la clasificación como primera de grupo.
- El 11 de septiembre de 1985 también se celebra un partido de clasificación para la Copa Mundial de Fútbol de 1986 en el que empatan a cero ante Bélgica aunque se clasifican de igual manera como primeros de grupo ya que un empate era suficiente para la clasificación.
- Los dos últimos partidos de la Clasificación de UEFA para la Copa Mundial de Fútbol de 2002 se disputaron en este estadio ante Noruega y Ucrania que dieron a Polonia la clasificación.
- Para la Clasificación de UEFA para la Copa Mundial de Fútbol de 2006 se disputaron dos partidos, ante Inglaterra que perdieron y ante Austria que ganaron, estos puntos ayudaron a que se clasificara como segunda de grupo detrás de Inglaterra.